# 張俊彥
張俊彥（1937年10月12日—2018年10月12日），高雄市鳳山區人，臺灣電機工程學者、教育家，中央研究院院士，美国国家工程院外籍院士，曾任國立交通大學校長。
張俊彥1960年畢業於國立成功大學電機系，因無法取得護照出國留學，只能留在國內繼續深造，分別於1962年、1970年獲得國立交通大學電子研究所碩士、博士，是臺灣第一位本土工學博士。在成大電機系和交大電子工程系任教期間，指導多位博士班學生，包括曾繁城、蘇炎坤、王永和、金重勳、郭博成、林永隆、張鼎張、王水進等等。
2018年10月12日，抗癌兩年後的生日當天凌晨辭世，享壽八十一歲。

## 生平
張俊彥出生於日治時期的高雄鳳山小學教師宿舍。父親張木火先生是南投竹山人，出身農家子弟，靠苦讀考上臺中師範學校，在當時竹山是第一人，畢業後分發到高雄鳳山小學任教。母親鄭淑玉女士是鳳山當地富家閨秀。張家來自福建漳州，八代務農。張木火經人（鄭淑玉之友）介紹，認識富商鄭家二小姐鄭淑玉，但二人算是自由戀愛而結婚。張俊彥母親本名罔市，婚後改名為淑玉。
張俊彥幼時家境算是富足，「優渥」與「幸福」是張俊彥用來描述10歲前的童年時光的用詞。母親是富裕商賈家的大家閏秀，父親雖出身農家，但師範畢業後於小學任教，日治時期教員薪水相當不錯，所以張俊彥家也還過著寬裕生活。張木火甚至存了一點錢，在大貝湖畔（今澄清湖）買了片山坡地，出租給人種鳳梨。
張俊彥小學時，參加學校演講比賽，講題是「艾菲爾鐵塔」，題目與材料是從父親藏書中蒐集來。為了準備演講，張俊彥還請父親講解七千噸鋼鐵、一萬二千個金屬零件及二百五十萬顆鉚釘，是如何結合出一座三百公尺高的世界奇觀。這次演講沒有得名，但張俊彥說自己想要當科學家的志向，應該是這個時候所立定。在小學老師心目中，張俊彥是個很不乖的學生，非常聰明但心思常常不在課堂上，老是想別的東西。
1947 年二二八事件發生，當時10歲的張俊彥就讀於三民國小三年級。軍隊開進高雄市區，槍砲射擊聲四起，鎮壓部隊挨家挨戶抓人，其父張木火時任高雄中學的訓導主任，大姨父林景元時任雄中校長，表哥林景元次子林有義都被莫須有的罪名逮捕，因此被雄中解職。在張俊彥母親與其他家人散盡家產（大阿姨賣掉房子，鄭淑玉也賣掉大貝湖旁的山坡地）奔走籌錢贖人下，其父張木火與林家父子終於被釋放，但也失去教職，已不能住在雄中宿舍。於是一家人搬到高雄鼓山，其父張木火試圖靠木材買賣生意維生，但做生意終究不是張木火本行，在不堪虧損之下，張木火又另謀教職。剛好臺南新營中學校長是竹山同鄉，願意接納張木火去任教，於是張木火就到新營中學擔任教師。之後，又隨著校長調職，輾轉到了臺南麻豆，任教於曾文初級農業職業學校，一家人便住在曾文農校教師宿舍。
二二八事件時其父張木火雖然僥倖獲釋，但1950年五月麻豆事件發生，其父再度被捲入並被捕入獄，他被控意圖顛覆政府罪名，遭判死刑而喪生，當時張俊彥只有13歲，身為長子和母親一同前往收屍，其求學生涯更被列入黑名單，出國留學申請全被警總壓下，因無法申請護照「被迫」成為台灣第一位本土工學博士。

## 專業貢獻
張俊彥專長為半導體元件、半導體物理及VLSI技術。他1960年起鑽研半導體，自1963年起即開始指導學生，並於1964年與張瑞夫、郭雙發共同建立台灣首座半導體研究中心，成為亞洲頂尖先進矽平面技術之先鋒，培養台灣眾多電子資訊產業人才。張俊彥個人自1964年研發矽電晶體開始，就屢屢領導台灣電子、半導體研究的發展，並於1966年開始研究積體電路、砷化鎵(1970年)、非晶矽(1978年)。而他為行政院國科會建立的國家次微米元件實驗室, 也為台灣首個國家級半導體元件研究機構，也是該領域的世界級實驗室，為今日國家實驗研究院台灣半導體研究中心前身。
張俊彥1969年開始執教於成大電機系及交大電子系，1973年更與朋友創辦了「萬邦電子」。曾經擔任交大電子研究所教授、電子物理系主任、成功大學電機系主任、美國貝爾實驗室VLSI Group高級研究員，交大工學院院長、電機資訊學院院長、電子與資訊研究中心及校長等職務。除此之外，張俊彥也是政府科技政策智囊，曾經擔任行政院科技顧問及總統府國策顧問。他是台灣國家博士中第一位獲選為美國工程學院外籍院士，也因為他的當選，中華民國國旗一直掛在美國工程學院的正廳直到今日。1988年更獲得全球電子電機學界的最高殊榮，成為「國際電子電機學會」會士。

## 評價
一般而言，大部分交大校友與學生皆非常感念張俊彥對交大的貢獻。由於張俊彥長年擔任企業顧問，所得之顧問費用幾乎全投入交大校務基金，超過新台幣一億餘元。在校務基金吃緊的情況下，對交大的發展居功厥偉。
張俊彥為人風趣嚴謹，學術上，除了學術上有極高的成就外，卸任後已在交大退休但仍執意指導學生進行研究，深獲學生愛戴。在校內活動上，張俊彥時常上台與同學同樂，純樸風趣的形象，常感動學生。所以一般來說，在交大學生的心目中張俊彥有相當高的地位。後來張俊彥遇到新聞事件質疑，常會有大批學生在網路上聲援支持，可見其在交大學子心中形象。惟張俊彥擔任校長期間仍有部分教授持負面看法，在許多校務的議題上無法支持校方政策，認為校方決定事務常過於草率。更有部分教授認為張俊彥時代開始，交大的發展過度偏重電機資訊科系。
在校長任內，交大與臺南縣政府簽定「設置國立交通大學台南校區協議書」，由台南縣政府無償供地予交大興建分校，並於2008年動工，翌年招生上課。

## 事件

### 木淑館風波

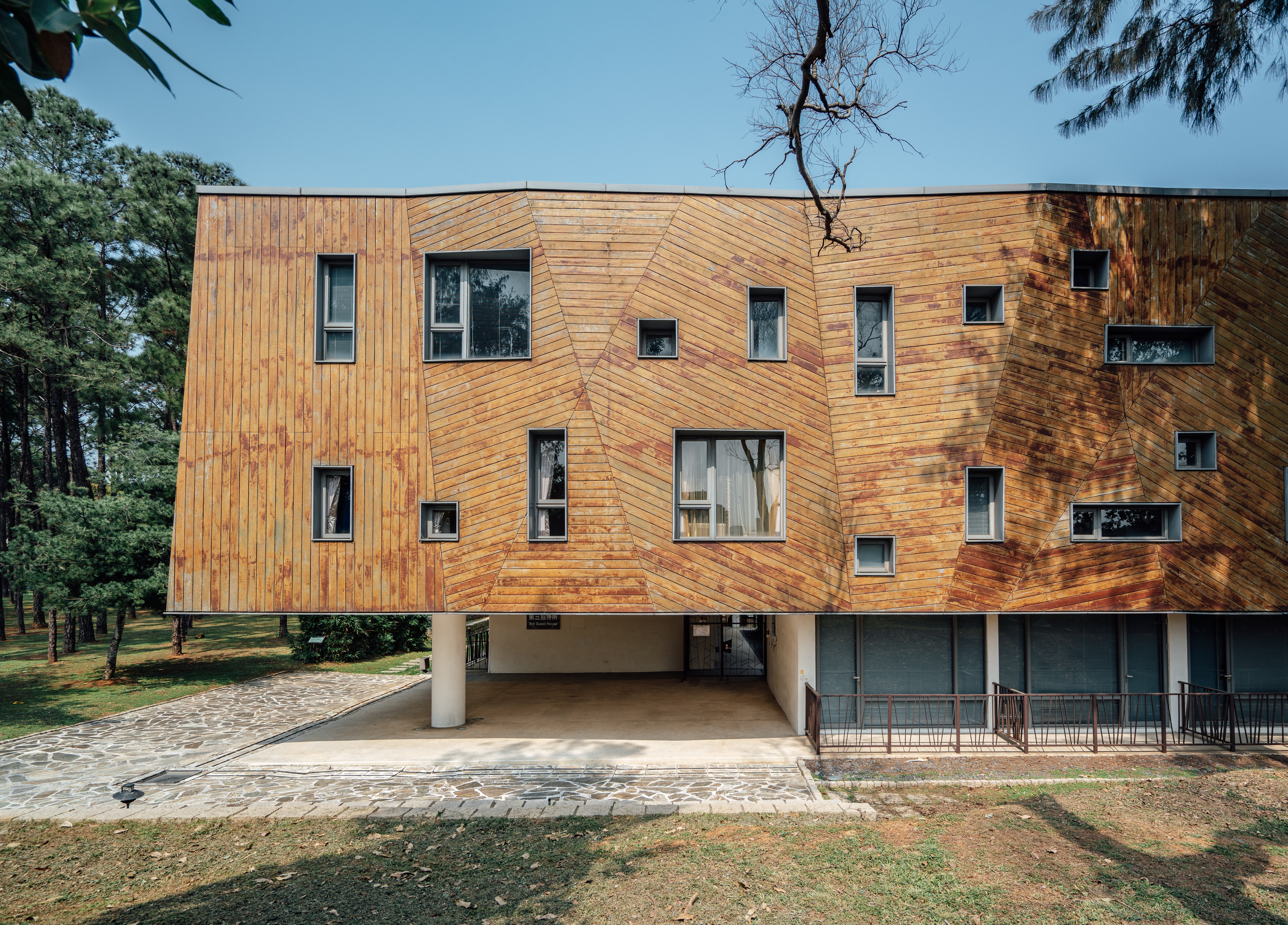
國立陽明交通大學竹湖會館，原名第三招待所（木淑館）

2006年交大傳出將光復校區北大門旁的機車C棚與部分矩陣林拆除，將利用張俊彥爭取來的企業捐款改建為第三招待所「木淑館」，以做成國際學者與外賓來校訪問時的居所，曾引發一番討論。外界質疑為何張俊彥可用父母名字取名「木」「淑」作為招待所命名，校方回應是由於張俊彥校長捐出新台幣兩千五百萬元作為建造經費，滿足「璞玉計畫捐款感謝辦法」命名建築物的條件，故請張俊彥校長命名。但有部分教授質疑，兩千五百萬元為企業捐款，是否可作為張俊彥本人名義捐助交大。但校方舉出，此款原為企業給張俊彥校長的兩千五百萬元顧問費，是依照張俊彥本人意願改捐給交大，其實仍為張俊彥校長之捐款。校方僅依照2004年校務規劃委員會將此款撥為交大興建招待所之用，以解決學者來交大交流的居住問題，並無不妥。目前該館已經完工，但未用木淑館稱呼，設牌為第三招待所。

### 考試院長提名風波
2008年6月，總統馬英九提名張俊彥擔任考試院院長。但這項提名受到一連串的指控和批評，其中寶來證券董事長白文正被《壹周刊》影射通過金錢交易收買張俊彥獲得國立交通大學榮譽博士學位。7月2日，白文正在家鄉澎湖縣自殺以表清白。白文正自殺導致張俊彥宣布退出考試院長的提名，張在記者會上情緒激動地表示「對扭曲人性的媒體與政治感到痛心」，他也「見識到極少數媒體操弄大眾，把一位創造台灣奇蹟的英雄逼上絕路。」 

### 公民社會參與
張俊彥與郝明義、鄭秀玲、小野、馮光遠、九把刀、張錦華、臺大文學院院長陳弱水、法律學院院長謝銘洋、社會科學院院長林惠玲、副院長王麗容、新聞所所長洪貞玲、社會系主任柯志哲、社工系主任鄭麗珍、學學文創董事長徐莉玲、台灣新聞記者協會、中央研究院院士廖運範、特聘研究員陳恭平、民間司法改革基金會董事長瞿海源、國立清華大學榮退教授彭明輝、臺大國發所教授劉靜怡、交大資工系教授林盈達、臺科大資工系教授鄧惟中等知識界與藝文界人士就「未充分徵詢民間意見」、「未進行衝擊評估調查」、「未事先讓國會參與監督」而引發臺灣社會軒然大波的「兩岸服務業貿易協議」黑箱作業發起「實踐民主審議、誠實評估衝擊、重啟服貿談判」的連署活動，要求政府必須就「到底是基於什麼理由？由誰做的決策？中間的談判經過？」等始末正式出面做完整說明，讓社會討論日後如何避免類似事件重演。

## 奖项和榮譽
- 美國國家工程院海外院士（National Academy of Engineering）
- 電機電子工程師學會會士（Fellow, IEEE, 1988）
- 中央研究院院士第21屆(工程科學組)院士。（1996）
- 潘文淵研究傑出獎（1997）
- 教育部國家講座（1997-2000）、（2000-2003）
- IEEE 第三千禧獎章（IEEE Third Millennium Medal）
- 2006年獲第三世界科學院（The Academy of Developing World,TWAS）工程科學獎
- 日經亞洲科技獎（Nikkei Asia Prize）(2007年)
- 褒揚令，2018年10月27日舉行追思會，總統蔡英文親自與會並頒發褒揚令，表彰張俊彥對台灣半導體產業與學術界的貢獻，由遺孀李慎梅代表接受，褒揚令全文為：

中央研究院院士、國立交通大學前校長張俊彥，懷才抱德，雋秀淵朗。少歲卒業國立成功大學電機系，復獲交通大學電子研究所碩士、博士學位，新知灼見，理致悠遠。先後建置臺灣首座半導體研發中心、國家次微米元件實驗室，推動電子學門計畫，紓籌完善實作環境，前瞻卓越，體大思精；計議訏謨，積功興業，允為亞洲頂尖先進技術前驅。歷任交大研發長、工學院暨電機資訊學院院長、終身講座教授等職，協濟本土產業轉型，強化國際競爭優勢；碩擘國家矽導計畫，打造再次躍升契機，適時應務，委重投艱。尤於治校期間，加速校務創新興革，推動脩設臺南分部；形塑自由多元學術，擴增產學合作領域，薰沐諄誨，茂育陶鎔；開物成事，赫然有聲。曾膺選美國國家工程學院外籍院士、教育部國家講座、總統府國策顧問暨獲頒總統科學獎等殊榮，盛譽芳風，群流共仰。綜其生平，厚植產官學界研發人才，引領臺灣高端科技發展，擎天架海，作範彝倫；令猷懋績，聿昭傳詠。遽聞溘然長辭，曷極軫悼，應予明令褒揚，用示政府崇禮國士之至意。

總　　　統　蔡英文　　　　

行政院院長　賴清德　　　　

## 外部連結
- 張俊彥個人網頁

| 前任： 鄧啟福 | 國立交通大學校長 1998年8月－2006年7月 | 繼任： 黃威（副校長暫代） |